# مویکا (خواننده)
مویکا (به انگلیسی: Moyka) با نام کامل مونیکا انگست (به انگلیسی: Monika Engeseth) (زاده ۲۵ آوریل ۱۹۷۵) خواننده نروژی است.